# Osman Özköylü
Osman Özköylü (* 26. August 1971 in Aydın) ist ein ehemaliger türkischer Fußballspieler und aktueller -trainer.

## Spielerkarriere

### Verein
Özköylü begann mit dem Profifußball in der Jugend von Aydın Yıldızspor. 1990 wechselte er in die Jugend von Aydınspor. Nach einem Jahr erhielt er hier einen Profivertrag und fand in kürzester Zeit einen Platz in der Stammformation. 
Nachdem er hier zwei Spielzeiten aktiv gewesen war, wechselte er zum türkischen Traditionsverein Trabzonspor. Hier etablierte er sich schnell als Stammspieler und war zehn Jahre für diesen Verein aktiv. In der Spielzeit 1994/95 gewann er mit seinem Verein den türkischen Fußballpokal, den türkischen Supercup und die Vizemeisterschaft der Süper Lig. Die nächsten beiden Spielzeiten wurde man ebenfalls Vizemeisterschaft.
Im Sommer 2002 wechselte er zu Samsunspor und war hier zwei Spielzeiten aktiv.
Anschließend spielte er der Reihe nach bei Kayserispor, Kocaelispor, Etimesgut Şekerspor und Uşakspor. Am Ende der Spielzeit 2006/07 beendete er seine aktive Spielerlaufbahn bei Uşakspor.

### Nationalmannschaft
Osman Özköylü spielte 1992 fünfmal für die türkische U-21 und erzielte dabei zwei Tore. 
Am 4. Juni 1995 debütierte er für die türkische Nationalmannschaft in einem Freundschaftsspiel gegen die kanadische Nationalmannschaft in Toronto. Mit der türkischen Nationalmannschaft nahm er an der Fußball-Europameisterschaft 2000 teil und kam bis ins Viertelfinale. Özköylü kam während des Turniers einmal zum Einsatz.

## Trainerkarriere
Im Anschluss an seine Spielerkarriere entschied er sich, eine Trainerlaufbahn zu starten. Als erste Tätigkeit wurde er im Sommer 2007 der Cheftrainer seines ehemaligen Vereins Etimesgut Şekerspor. Anschließend trainierte er Erzurumspor  und İskenderun Demir Çelikspor.
Im Sommer 2010 übernahm er den Drittligisten Elazığspor und stieg mit diesem Verein zum Saisonende als Meister der TFF 2. Lig in die TFF 1. Lig auf. Nach einigen schlechten Ergebnissen in der TFF 1. Lig trat er nach gegenseitigem Einverständnis mit der Vereinsführung 10. Oktober 2011 von seinem Amt zurück.
Am 18. Oktober 2011 übernahm er vom zurückgetretenen Güvenç Kurtar das Traineramt des Zweitligisten Denizlispor. Hier schaffte er mit dem stark abstiegsgefährdeten Verein den sicheren Klassenerhalt und verpasste den Einzug in die Playoffs der TFF 1. Lig. Zum Saisonende gab er bekannt, nicht mehr für Denizlispor arbeiten zu wollen.
Kurz danach wurde sein Wechsel zum Ligakonkurrenten Kayseri Erciyesspor bekannt gegeben. Mit diesem Verein übernahm er in der Zweitligasaison 2012/13 schnell die Tabellenführung und verteidigte sie in den meisten Spieltagen. Am 32. Spieltag sicherte Özköylü mit Erciyesspor durch einen sieben Punkte Unterschied zum Drittplatzierten 1461 Trabzon vorzeitig den direkten Aufstieg in die Süper Lig, gab aber die Tabellenführung an Çaykur Rizespor ab. Bereits am nächsten Spieltag übernahm man erneut die Tabellenführung und beendete die Saison als Meister der TFF 1. Lig. Einige Tage nach diesem Erfolg konnte sich Özköylü aufgrund unterschiedlicher Vorstellungen mit der Vereinsführung auf eine Vertragsverlängerung nicht einigen, wodurch er mit dem Auslaufen seines Vertrages zum Sommer 2013 den Verein verließ.
Zur Saison 2013/14 übernahm Özköylü den Zweitligisten Ankaraspor. Am 23. Dezember 2014 gab der mittlerweile, umbenannte Verein Osmanlıspor, die Entlassung von Özköylü als Cheftrainer bekannt.
Im Februar 2015 übernahm er den südostanatolienischen Vertreter Şanlıurfaspor. Ende Juni 2015 trennte er sich von dem Verein nach gegenseitigem Einvernehmen.
Zur Saison 2015/16 wurde er beim Zweitligisten Adana Demirspor als Cheftrainer vorgestellt. Özköylüs Zeit bei Demirspor gestaltete sich als wechselhaft. Nach erfolgreichen Phasen, in denen die Mannschaft um die Meisterschaft mitspielte, fiel sie immer wieder durch Misserfolge zurück. Dieser Umstand hatte zur Folge, dass Özköylü von seinem Amt im Dezember 2015 zurücktrat und erst wenig später von seiner Mannschaft zur Fortsetzung seiner Tätigkeit umgestimmt werden musste. Nachdem die Mannschaft im März 2016 sich erneut von der Tabellenspitze entfernt hatte, gab Özköylü seinen endgültigen Rücktritt bekannt.
Für die Spielzeit 2016/17 wurde er vom Erstligaabsteiger Sivasspor verpflichtet. Nach einem unerwartet schlechten Saisonstart einigte sich Özköylü nach dem 5. Spieltag mit der Vereinsführung auf eine Vertragsauflösung. Im Oktober 2016 übernahm er den Ligarivalen Samsunspor und trainierte ihn bis zum Saisonende. Zur Saison 2017/18 wurde er beim Zweitligisten Büyükşehir Belediye Erzurumspor als neuer Cheftrainer eingestellt, konnte sich dort jedoch nur drei Monate halten. 
Nach einem weiteren Kurzaufenthalt bei Adanaspor wurde Özköylü im Juni 2018 als neuer Cheftrainer von Denizlispor vorgestellt. Özköylü kritisierte in diversen Interviews die Vereinsführung, woraufhin der Vertrag im Oktober 2018 vorzeitig beendet wurde.
Zur Saison 2018/19 übernahm Özköylü den Zweitligisten Denizlispor und arbeitete hier etwa zwei Monate lang. Anschließend wurde er zum zweiten Mal in seiner Karriere bei Osmanlıspor FK als Cheftrainer eingestellt und trainierte diesen bis zum August 2019. Mitte September 2019 trainierte er Boluspor.

## Erfolge

### Als Spieler
Mit Trabzonspor
- Türkischer Vizemeister: 1994/95, 1995/96
- Türkischer Pokalsieger: 1994/95
- Türkischer Supercup-Sieger: 1994/95
- Premierminister-Pokal-Sieger: 1993/94, 1995/96

Mit der türkischen Nationalmannschaft
- Teilnehmer an der Europameisterschaft: 2000

### Als Trainer
Mit Elazığspor
- Meisterschaft der TFF 2. Lig und Aufstieg in die TFF 1. Lig: 2010/11

Mit Kayseri Erciyesspor
- Meister der TFF 1. Lig und Aufstieg in die Süper Lig: 2012/13